# Ruder-Weltmeisterschaften 2014

Offizielles Logo

Die Ruder-Weltmeisterschaften 2014 wurden vom 24. bis 31. August 2014 auf der Bosbaan-Regattastrecke in Amstelveen (Niederlande) unter dem Regelwerk des Weltruderverbandes (FISA) ausgetragen. Die Regattastrecke war vorher bereits Schauplatz der Ruder-Weltmeisterschaften 1977 sowie mehrerer Austragungen der Ruder-Europameisterschaften, des Ruder-Weltcups und verschiedener Jahrgangs-Weltmeisterschaften im Rudern.
Bei der Veranstaltung wurden Ruder-Weltmeister in 27 Bootsklassen ermittelt, davon 13 für Männer, 9 für Frauen und 5 für Pararuderer. Insgesamt waren über 1100 Teilnehmer aus 60 Nationen gemeldet. Das größte Aufgebot wurde von Italien (26 Bootsklassen) gestellt, gefolgt von den USA und Deutschland mit Meldungen in jeweils 25 Klassen.

## Ergebnisse

### Männer
| Bootsklasse                                  | Gold | Gold    | Silber | Silber  | Bronze | Bronze  |
| -------------------------------------------- | --- | ------- | --- | ------- | --- | ------- |
| Einer (M1x)                                  | Tschechien Ondřej Synek | 6:37,12 | Neuseeland Mahé Drysdale | 6:37,85 | Kuba Ángel Fournier | 6:44,31 |
| Doppelzweier (M2x)                           | Kroatien Martin Sinković Valent Sinković | 6:00,52 | Italien Romano Battisti Francesco Fossi | 6:04,42 | Australien James McRae Alexander Belonogoff | 6:04,43 |
| Doppelvierer (M4x)                           | Ukraine Dmytro Michai Artem Morosow Oleksandr Nadtoka Iwan Dowhodko | 5:32,26 | Vereinigtes Königreich Graeme Thomas Sam Townsend Charles Cousins Peter Lambert                                                                                | 5:32,35 | Deutschland Karl Schulze Tim Grohmann Kai Fuhrmann Philipp Wende | 5:36,97 |
| Zweier mit Steuermann (M2+)                  | Neuseeland Eric Murray Hamish Bond Caleb Shepherd (Stm.) | 6:33,26 | Vereinigtes Königreich Alan Sinclair Scott Durant Henry Fieldman (Stm.)                                                                                        | 6:43,45 | Deutschland Peter Kluge Alexander Egler Jonas Wiesen (Stm.) | 6:45,85 |
| Zweier ohne Steuermann (M2-)                 | Neuseeland Eric Murray Hamish Bond | 6:09,34 | Vereinigtes Königreich James Foad Matt Langridge | 6:13,75 | Südafrika Vincent Breet Shaun Keeling | 6:16,85 |
| Vierer ohne Steuermann (M4-)                 | Vereinigtes Königreich Alex Gregory Mohamed Sbihi George Nash Andrew Triggs Hodge                                                                                           | 5:40,24 | Vereinigte Staaten Grant James Michael Gennaro Henrik Rummel Seth Weil                                                                                         | 5:42,90 | Australien Fergus Pragnell Joshua Dunkley-Smith Spencer Turrin Alexander Lloyd                                                                                           | 5:43,47 |
| Achter (M8+)                                 | Vereinigtes Königreich Nathaniel Reilly-O’Donnell Matthew Tarrant William Satch Matthew Gotrel Peter Reed Paul Bennett Tom Ransley Constantine Louloudis Phelan Hill (Stm.) | 5:24,11 | Deutschland Max Planer Malte Jakschik Andreas Kuffner Felix Drahotta Richard Schmidt Eric Johannesen Maximilian Reinelt Felix Wimberger Martin Sauer (Stm.)    | 5:24,77 | Polen Zbigniew Schodowski Mateusz Wilangowski Marcin Brzeziński Robert Fuchs Krystian Aranowski Michał Szpakowski Mikołaj Burda Piotr Juszczak Daniel Trojanowski (Stm.) | 5:26,90 |
| Leichtgewichts-Einer (LM1x)                  | Italien Marcello Miani | 6:43,37 | Deutschland Lars Hartig | 6:46,73 | Schweiz Michael Schmid | 6:50,88 |
| Leichtgewichts-Doppelzweier (LM2x)           | Südafrika James Thompson John Smith | 6:05,36 | Frankreich Stany Delayre Jérémie Azou | 6:05,45 | Norwegen Kristoffer Brun Are Strandli | 6:05,79 |
| Leichtgewichts-Doppelvierer (LM4x)           | Griechenland Georgios Konsolas Spyridon Giannaros Panagiotis Magdanis Eleftherios Konsolas                                                                                  | 5:42,75 | Deutschland Daniel Lawitzke Max Röger Jost Schömann-Finck Konstantin Steinhübel                                                                                | 5:45,65 | Volksrepublik China Tian Bin Wang Tiexin Li Hui Dong Tianfeng | 5:46,69 |
| Leichtgewichts-Zweier ohne Steuermann (LM2-) | Schweiz Simon Niepmann Lucas Tramèr | 6:22,91 | Frankreich Augustin Mouterde Thomas Baroukh | 6:25,02 | Vereinigtes Königreich Sam Scrimgeour Jonathan Clegg | 6:25,48 |
| Leichtgewichts-Vierer (LM4-)                 | Dänemark Kasper Winther Jacob Larsen Jacob Barsøe Morten Jørgensen | 5:47,15 | Neuseeland James Hunter Alistair Bond Peter Taylor Curtis Rapley                                                                                               | 5:48,76 | Vereinigtes Königreich Mark Aldred Peter Chambers Richard Chambers Chris Bartley                                                                                         | 5:49,58 |
| Leichtgewichts-Achter (LM8+)                 | Deutschland Tobias Franzmann Simon Barr Torben Neumann Stefan Wallat Daniel Wisgott Jonas Kilthau Sven Keßler Can Temel Frederik Böhm (Stm.)                                | 5:31,29 | Italien Luca De Maria Vincenzo Serpico Jiri Vlcek Leone Barbaro Livio La Padula Armando Dell’Aquila Guido Gravina Giorgio Tuccinardi Gianluca Barattolo (Stm.) | 5:33,87 | Türkei Mert Kaan Kartal Bayram Sonmez Burak Ozdemir Cem Yılmaz Ahmet Yumrukaya Engin Ozkan Hüseyin Kandemir Dogsah Boluk Kaan Sahin (Stm.)                               | 5:34,20 |

### Frauen
| Bootsklasse                        | Gold | Gold    | Silber | Silber  | Bronze | Bronze  |
| ---------------------------------- | --- | ------- | --- | ------- | --- | ------- |
| Einer (W1x)                        | Neuseeland Emma Twigg | 7:14,95 | Australien Kim Crow | 7:17,33 | Volksrepublik China Duan Jingli                                                                                      | 7:22,57 |
| Doppelzweier (W2x)                 | Neuseeland Fiona Bourke Zoe Stevenson | 6:38,04 | Polen Magdalena Fularczyk-Kozłowska Natalia Madaj | 6:39,36 | Australien Olympia Aldersey Sally Kehoe                                                                              | 6:41,71 |
| Doppelvierer (W4x)                 | Deutschland Annekatrin Thiele Carina Bär Julia Lier Lisa Schmidla                                                                                               | 6:06,84 | Volksrepublik China Jiang Yan Shen Xiaoxing Lyu Yang Zhang Xinyue                                                                                                 | 6:10,51 | Vereinigte Staaten Grace Latz Tracy Eisser Olivia Coffey Felice Mueller                                              | 6:12,03 |
| Zweier ohne Steuerfrau (W2-)       | Vereinigtes Königreich Helen Glover Heather Stanning | 6:50,61 | Vereinigte Staaten Megan Kalmoe Kerry Simmonds | 6:52,87 | Neuseeland Louise Trappitt Rebecca Scown                                                                             | 6:54,79 |
| Vierer ohne Steuerfrau (W4-)       | Neuseeland Kayla Pratt Kelsey Bevan Grace Prendergast Kerri Gowler                                                                                              | 6:14,36 | Vereinigte Staaten Zsuzsanna Francia Emily Regan Tessa Gobbo Adrienne Martelli                                                                                    | 6:20,69 | Volksrepublik China Miao Tian Zhang Min He Sihui Zhang Huan                                                          | 6:23,31 |
| Achter (W8+)                       | Vereinigte Staaten Victoria Opitz Meghan Musnicki Amanda Polk Lauren Schmetterling Grace Luczak Caroline Lind Eleanor Logan Heidi Robbins Katelin Snyder (Stf.) | 5:56,83 | Kanada Cristy Nurse Lisa Roman Rosanne Deboef Natalie Mastracci Susanne Grainger Christine Roper Ashley Brzozowicz Lauren Wilkinson Lesley Thompson-Willie (Stf.) | 5:59,66 | Volksrepublik China Zhang Dan Guo Linlin Yi Liqin Gao Qiuqiu Cui Xiaotong Ju Rui Zhang Min Zhang Huan Zhao Li (Stf.) | 6:00,52 |
| Leichtgewichts-Einer (LW1x)        | Belgien Eveline Peleman | 7:31,31 | Griechenland Aikaterini Nikolaidou | 7:31,73 | Vereinigte Staaten Kathleen Bertko                                                                                   | 7:33,97 |
| Leichtgewichts-Doppelzweier (LW2x) | Neuseeland Sophie MacKenzie Julia Edward | 6:48,56 | Kanada Lindsay Jennerich Patricia Obee | 6:50,41 | Volksrepublik China Huang Wenyi Pan Dandan                                                                           | 6:53,40 |
| Leichtgewichts-Doppelvierer (LW4x) | Niederlande Mirte Kraaijkamp Elisabeth Woerner Maaike Head Ilse Paulis                                                                                          | 6:15,95 | Australien Laura Dunn Sarah Pound Maia Simmonds Hannah Every-Hall                                                                                                 | 6:19,54 | Deutschland Katrin Thoma Judith Anlauf Wiebke Hein Leonie Pieper                                                     | 6:22,79 |

### Pararudern
| Bootsklasse | Gold                                                                                        | Gold    | Silber                                                                                                  | Silber  | Bronze                                                                                          | Bronze  |
| ----------- | ------------------------------------------------------------------------------------------- | ------- | --- | ------- | ----------------------------------------------------------------------------------------------- | ------- |
| ASM1x       | Australien Erik Horrie                                                                      | 4:50,68 | Vereinigtes Königreich Tom Aggar                                                                        | 4:53,41 | Russland Alexei Tschuwaschew                                                                    | 4:58,96 |
| ASW1x       | Norwegen Birgit Skarstein                                                                   | 5:22,12 | Israel Moran Samuel                                                                                     | 5:33,86 | Belarus Ljudmila Wautschok                                                                      | 5:39,10 |
| TAMix2x     | Australien Gavin Bellis Kathryn Ross                                                        | 4:02,55 | Frankreich Perle Bouge Stéphane Tardieu                                                                 | 4:05,11 | Brasilien Josiane Lima Michel Gomes Pessanha                                                    | 4:07,54 |
| LTAMix2x    | Ukraine Kateryna Morosowa Dmytro Aleksieiev                                                 | 3:28,39 | Australien Jeremy McGrath Kathleen Murdoch                                                              | 3:35,26 | Frankreich Guylaine Marchand Antoine Jesel                                                      | 3:36,47 |
| LTAMix4+    | Vereinigtes Königreich Grace Clough Pamela Relph Daniel Brown James Fox Oliver James (Stm.) | 3:20,45 | Vereinigte Staaten Jaclyn Smith Richard Vandegrift Zachary Burns Danielle Hansen Jennifer Sichel (Stm.) | 3:25,49 | Italien Lucilla Aglioti Valentina Grassi Tommaso Schettino Omar Airolo Giuseppe Di Capua (Stm.) | 3:30,39 |

## Medaillenspiegel
| Platz | Land                   | Gold | Silber | Bronze | Gesamt |
| ----- | ---------------------- | ---- | ------ | ------ | ------ |
| 1     | Neuseeland             | 6    | 2      | 1      | 9      |
| 2     | Vereinigtes Königreich | 4    | 4      | 2      | 10     |
| 3     | Australien             | 2    | 3      | 3      | 8      |
| 3     | Deutschland            | 2    | 3      | 3      | 8      |
| 5     | Ukraine                | 2    |        |        | 2      |
| 6     | Vereinigte Staaten     | 1    | 4      | 2      | 7      |
| 7     | Italien                | 1    | 2      | 1      | 4      |
| 8     | Griechenland           | 1    | 1      |        | 2      |
| 9     | Norwegen               | 1    |        | 1      | 2      |
| 9     | Südafrika              | 1    |        | 1      | 2      |
| 9     | Schweiz                | 1    |        | 1      | 2      |
| 12    | Belgien                | 1    |        |        | 1      |
| 12    | Kroatien               | 1    |        |        | 1      |
| 12    | Tschechien             | 1    |        |        | 1      |
| 12    | Dänemark               | 1    |        |        | 1      |
| 12    | Niederlande            | 1    |        |        | 1      |
| 17    | Frankreich             |      | 3      | 1      | 4      |
| 18    | Kanada                 |      | 2      |        | 2      |
| 19    | Volksrepublik China    |      | 1      | 5      | 6      |
| 20    | Polen                  |      | 1      | 1      | 2      |
| 21    | Israel                 |      | 1      |        | 1      |
| 22    | Belarus                |      |        | 1      | 1      |
| 22    | Brasilien              |      |        | 1      | 1      |
| 22    | Kuba                   |      |        | 1      | 1      |
| 22    | Russland               |      |        | 1      | 1      |
| 22    | Türkei                 |      |        | 1      | 1      |
| Summe | Summe                  | 27   | 27     | 27     | 81     |

Anmerkung: In die Tabelle fließen die Ergebnisse aus allen olympischen, nichtolympischen sowie paralympischen Bootsklassen mit ein.

## Weltbestzeiten
Durch teils starke Schiebewindbedingungen konnten im Rahmen der Weltmeisterschaften gleich 14 neue Weltbestzeiten errudert werden. Dies betraf für allem den 29. August (Freitag) und den 30. August (Samstag):
- Frauen-Doppelzweier: Australien mit Olympia Aldersey und Sally Kehoe in 6:37,31 (Halbfinale)
- Frauen-Doppelvierer: Deutschland mit Annekatrin Thiele, Carina Bär, Julia Lier und Lisa Schmidla in 6:06,84 (Finale)
- Frauen-Zweier ohne Steuerfrau: Großbritannien mit Helen Glover und Heather Stanning in 6:50,61 (Finale)
- Frauen-Vierer ohne Steuerfrau: Neuseeland mit Kayla Pratt, Kelsey Bevan, Grace Prendergast und Kerri Gowler in 6:14,36 (Finale)
- Frauen-Leichtgewichts-Doppelzweier: Neuseeland mit Sophie MacKenzie und Julia Edward in 6:48,56 (Finale)
- Frauen-Leichtgewichts-Doppelvierer: Niederlande mit Mirte Kraaijkamp, Elisabeth Woerner, Maaike Head und Ilse Paulis in 6:15,95 (Finale)
- Männer-Doppelzweier: Kroatien mit Martin Sinković und Valent Sinković in 5:59,72 (Halbfinale)
- Männer-Doppelvierer: Ukraine mit Dmytro Michai, Artem Morosow, Oleksandr Nadtoka und Iwan Dowhodko in 5:32,26 (Finale)
- Männer-Zweier mit Steuermann: Neuseeland mit Eric Murray, Hamish Bond und Stm. Caleb Shepherd in 6:33,26 (Finale)
- Männer-Leichtgewichts-Einer: Marcello Miani (Italien) in 6:43,37 (Finale)
- Männer-Leichtgewichts-Doppelzweier: Südafrika mit James Thompson und John Smith in 6:05,36 (Finale)
- Männer-Leichtgewichts-Doppelvierer: Griechenland mit Georgios Konsolas, Spyridon Giannaros, Panagiotis Magdanis und Eleftherios Konsolas in 5:42,75 (Finale)
- Männer-Leichtgewichts-Zweier ohne Steuermann: Schweiz mit Simon Niepmann und Lucas Tramèr in 6:22,91 (Finale)
- Männer-Leichtgewichts-Vierer ohne Steuermann: Dänemark mit Jacob Larsen, Jacob Barsøe, Kasper Winther und Morten Jørgensen in 5:43,16 (Halbfinale)

Andererseits sorgten die Windbedingungen auch gelegentlich für ungleiche Verhältnisse auf den sechs Bahnen der Regattastrecke.